# Börn
Börn é um filme de drama islandês de 2006 dirigido e escrito por Ragnar Bragason. Foi selecionado como representante da Islândia à edição do Oscar 2007, organizada pela Academia de Artes e Ciências Cinematográficas.

## Elenco
- Nína Dögg Filippusdóttir - Karaitas
- Andri Snær Helgason - Guðumund
- Ólafur Darri Ólafsson - Marino
- Gísli Örn Garðarsson - Garðar